# Lewiston (Maine)
Lewiston város az Amerikai Egyesült Államok Maine államában, Androscoggin megyében. Lakosainak száma 37 121 fő (2020. április 1.).

## Népesség
A település népességének változása:
| Lakosok száma | 41 779 | 40 481 | 39 757 | 35 690 | 36 592 | 37 121 |
|               | 1970   | 1980   | 1990   | 2000   | 2010   | 2020   |